# أوسكار ديكسون
أوسكار ديكسون رجل أعمال ومستشار ملك السويد والنرويج آنذاك اوسكار الثاني لشؤون البحث والاستكشاف وعضو في الأكاديمية الملكية السويدية.
إسكوتلندي الأصل وسويدي المنشئ ولد سنة 1823 م، بداء حياته العملية في منتصف القران التاسع عشر بمجال صناعة الخشب ثم توسعت أعماله لتشمل العقارات والشحن البحري والتجارة والصفقات  والمناقصات العامة ليصبح لاحقا من كبار رجال الأعمال في الدول الاسكندنافية، انضم للأكاديمية الملكية السويدية سنة 1878 كعضو في مجلس امنائها واصبح مستشار الملك لشؤون البحث والاستكشاف، حيث ساهم بتنظيم ودعم رحلات ادولف أريك إلى القطب الشمالي الروسي وغرينلاند وآيسلاندا واقصى شمال كندا للبحث عن المعادن والثروات الطبيعية والنفط، كم دعم كذلك رحلات لمستكشفين أمثال ادولف إريك نوردنسكيولد وفريتيوف نانسين وغيرهم من الباحثين، منحه الملك اوسكار الثاني لقب البارون رسميا سنة 1885 م، اطلقت الحكومة السويدية اسمه على أحد جزرها «ديكسون لاند» في بحر كارى تقديرا لمجهوداته بدعم العلوم والأبحاث، وتلك المنطقة عبارة عن أرخبيل يدعى سفالبارد يقع في المحيط المتجمد الشمالي ومساحته 61 الف كلم مربع هذا وعرف oscar dickson بشخصيته العصامية القيادية وقد وافته المنية سنة 1897 م.